# Буревісник антарктичний
Буревісник антарктичний (Thalassoica antarctica) — морський птах, що належить до монотипного роду антарктичний буревісник (Thalassoica) родини буревісникові ряду буревісникоподібних (трубконосих), поширений в Антарктиці. Вперше вид був описаний в 1789 році як Procellaria antarctica німецьким лікарем і натуралістом Йоганном Фрідріхом Гмеліним (нім. Johann Friedrich Gmelin 1748—1804). Пізніше цей вид був поміщений до роду Thalassoica.
Буревісник середніх розмірів з контрастним двокольоровим коричневим з білим забарвленням, що гніздиться циркумполярно-антарктично на узбережжі Антарктиди (крім Антарктичного півострова) і на прилеглих островах. Поза періодом гніздування кочує головним чином в межах Південного океану на південь від зони Антарктичної конвергенції, часом проникаючи в помірні широти Південної півкулі. Харчується головним чином антарктичним крилем, а також рибою, головоногими і медузами.

## Характеристика виду

### Опис

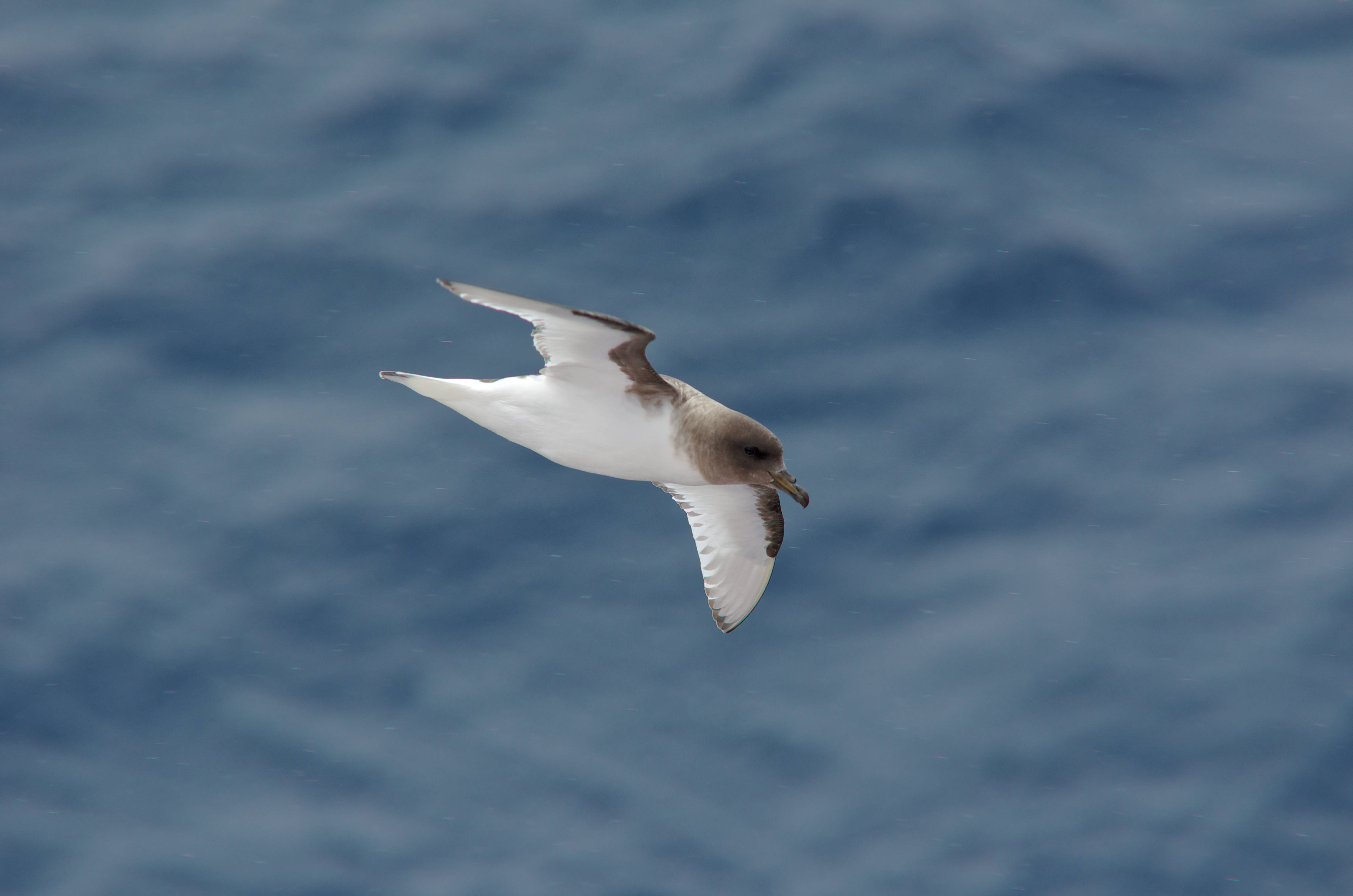
В буревісника антарктичного характерне контрастне двоколірне забарвлення

Середніх розмірів буревісник. Довжина тіла досягає 40-46 см, розмах крил 101—109 см, вага 510—784 г. Довжина крила 292—231 мм, довжина дзьоба 33-40 мм, довжина цівки 41-49 мм, довжина плесна 50-58 мм, довжина хвоста 101—125 мм. Забарвлення світло-сріблясто-сіре зверху і біле знизу, включаючи нижню поверхню крил. Статевий диморфізм у розмірах не виражений. Верх тіла до попереку, включаючи голову, а також плями у верхній частині боків зоба коричнево-бурі з домішкою темно-сірого кольору. Горло і зашийок іноді бувають світліше. Низ тіла і боки, а також верхнє покривне пір'я хвоста і майже весь хвіст білі, за винятком темно-бурої вузької смужки на вершині хвоста. Крила зверху двоколірні, з коричнево-бурим забарвленням у вершинній частини і вздовж переднього краю, і білі посередині, з вузькою темно-бурою облямівкою уздовж заднього краю. Нижня поверхня крил біла, з коричнево-бурою смужкою уздовж переднього краю. Райдужна оболонка коричнева. Дзьоб темно-коричневого кольору Лапи блакитно-м'ясистого кольору; кігті чорні.
Пухове пташеня має два пухових вбрання, в основному світло-сірого забарвлення. Гніздовий наряд схожий на забарвлення дорослої птиці, але з білим горлом і чорним дзьобом.

### Політ і пересування
Політ являє собою чергування ковзного планування і короткочасних періодів частих помахів крил. Зазвичай літає високо над хвилями. Відмінно плаває і може пірнати під воду як зльоту, так і з поверхні води; зазвичай ширяє над водою перед тим як пірнути. При пірнанні зльоту часто входить у воду з розпростертими крилами. При переміщенні сушею або твердою поверхнею рухається незграбно, часто спираючись на цівку.

### Відмінності від близьких видів у природі
Може бути сплутаний в природних умовах тільки з пінтадо (Daption capense), від якого, головним чином, відрізняється однотонною темною (не строкатою) спиною і більшим розміром.

## Поширення
Поширений на морських акваторіях південної півкулі від узбережжя Антарктиди та зони пакових льодів на північ до приблизно 48 ° пд. ш. У літній сезон перебуває, головним чином, на південь від 62 ° пд. ш., також регулярно зустрічається і дещо північніше — до 56 ° пд. ш. у морі Скоша. Гніздиться циркумполярно-антарктично на узбережжі Антарктиди (крім Антарктичного півострова), а іноді і на віддалених до 250 км углиб материка територіях, а також на прилеглих антарктичних островах. Літає переважно над вільними від льоду водами на кордоні льоду і відкритих вод. У зимовий період частина птахів залишається біля кордону паків льоду, інша ж частина відкочовує на північ до 48 ° пд. ш. Зрідка молоді птахи проникають ще далі на північ — до 36 ° пд. ш. у районі Австралії і Нової Зеландії.

## Чисельність
Загальна чисельність виду у 2004 році оцінювалася в межах від 10 до 20 млн особин.

## Спосіб життя

### Харчування
Харчується, головним чином, антарктичним крилем (Euphausia superba). У харчуванні також присутні дрібні пелагічні риби, в основному антарктична сріблянка (Pleuragramma antarcticum), медузи і кальмари Gonatus antarcticus родини Gonatidae. Годується в морі. Їжу схоплює з поверхні води або в її верхньому шарі, занурюючи повністю голову або пірнаючи. Часто харчується в місцях годівлі вусатих китів — смугача антарктичного (Balaenoptera bonaerensis) і горбача (Megaptera novaeanglie), а також морськими птахами — буревісником білим (Pagodroma nivea) і крячком полярним (Sterna paradisaea), з якими іноді утворює великі скупчення.

### Розмноження
Моногамний вид, що гніздиться в постійних багаторічних колоніях. Розмножується щорічно в період з листопада по лютий. Гніздиться на вільних від льоду і снігу пологих кам'янистих схилах гір, ущелин, ярів і вершин скелястих височин У місцях гніздування птахи з'являються в жовтні. Число гніздових пар в колоніях може сильно варіюватися — від декількох пар до сотень тисяч пар. Межі гніздової ділянки невеликі й часто визначаються відстанню, на яку птах, що сидить у гнізді, може дотягнутися дзьобом. Поруч з гніздами антарктичного буревісника можуть гніздитися й інші буревісникові, наприклад, буревісник південний (Fulmarus glacialoides) і буревісник білий. Гніздиться в колоніях ізольованими групами до декількох сотень пар, зрідка гніздиться окремими парами, іноді серед інших буревісників на захищених скельних виступах або в нішах.
Гніздо у вигляді невеликої лунки в гравії або піску, обнесене круговим валиком. Лоток викладений кількома дрібними камінчиками або пір'ям. У третій декаді листопада — на початку грудня починається відкладання яєць. У кладці одне яйце, яке насиджують обидва партнери. Насиджування яйця відбувається на перетинках лап, а зверху яйце притискається шкірою насідної плями. Тривалість інкубації становить близько 40-48 діб. Пташенят, що вилуплюються в січні, годують обоє батьків. Пташеня росте швидко й у нього вже після 11-го дня встановлюється власна терморегуляція, тому воно може залишатися в гнізді саме. Підрослих пташенят батьки годують в середньому раз на 48 годин великою кількістю їжі. У антарктичного буревісника, в порівнянні з іншими видами трубконосих подібного розміру, періоди насиджування кладки і вигодовування пташенят помітно коротші, а швидкість росту пташеня більша. Птахи полишають колонії наприкінці лютого — у березні.

## Підвидова систематика
Монотипний вид, що не утворює підвидів.